# Minimální pár
Minimální pár tvoří ve fonologii dva výrazy, např. dvě slova, která se liší pouze jedním fonémem. Minimální páry slouží jako důkaz, že v jazyce existuje daná opozice (kontrast), tedy že dva fóny (hlásky) netvoří jediný foném, protože na schopnosti jejich rozlišování závisí v některých případech rozlišování významu slov.
Pravidla metody minimálních párů pro identifikaci fonémů formuloval Nikolaj Sergejevič Trubeckoj v knize Grundzüge der Phonologie vydané posmrtně roku 1939 v Praze.

## Čeština
Příklady minimálních párů v češtině:
- „car“ vs. „cár“
- „let“ vs. „lep“
- „pes“ vs. „bez“ [bes]
- „sen“ vs. „syn“ [sin]
- „šít“ vs. „žít“
- „peru“ vs. „beru“
- „sebe“ vs. „tebe“